# Mario Toro
Mario Toro (6 de octubre de 1980), es un karateka venezolano más conocido ganador da la medalla de oro en kumite individual en la categoría de 80 kilos, en los Juegos Panamericanos de Santo Domingo 2003 y los Panamericanos de Karate 2006, también ganó medalla de plata en los Juegos Odesur 2006 y los Juegos Panamericanos de Río de Janeiro 2007.

## Resultados
| Resultado        | Frecha       | Prueba                    | Categoría | Competición                     | Ciudad o sede                             |
| ---------------- | ------------ | ------------------------- | --------- | ------------------------------- | ----------------------------------------- |
| Medalla de oro   | 2006         | Kumite individuel + 80 kg | Seniors   | Championnats panaméricains 2006 | Saint-Domingue, en République dominicaine |
| Medalla de plata | Juillet 2007 | Kumite individuel + 80 kg | Seniors   | Jeux panaméricains 2007         | Río de Janeiro, au Brésil                 |

## Référencias
1. ↑  (en inglés) « Athlete Biography - Toro Mario (enlace roto disponible en Internet Archive; véase el historial, la primera versión y la última). », Rio 2007.
2. ↑  (en inglés) « 2006 PKF Panamerican Karate Championships - Santo Domingo, Dominican Republic - Results », Kara Athlete.
3. ↑  (en inglés) « Rio 2007 Results (enlace roto disponible en Internet Archive; véase el historial, la primera versión y la última). », Fédération mondiale de karaté.

- Datos: Q921350